# Spezialat
Das Spezialat war eine kirchliche Verwaltungseinheit der evangelischen Kirche in Baden Ende des 18. und im 19. Jahrhundert. Die Einteilung folgte im Großen und Ganzen der Einteilung der Verwaltungsbezirke des Staates. An der Spitze eines Spezialats stand meistens ein Superintendent. 